# Gschwend
Gschwend település Németországban, azon belül Baden-Württembergben. Lakosainak száma 4896 fő (2023. december 31.). Gschwend Ruppertshofen, Eschach és Spraitbach községekkel határos.

## Népesség
A település népessége az elmúlt években az alábbi módon változott:
| Lakosok száma | 3872 | 3968 | 4384 | 4277 | 4309 | 4806 | 5002 | 5009 | 4894 | 4896 |
|               | 1961 | 1968 | 1974 | 1981 | 1987 | 1994 | 2000 | 2007 | 2013 | 2023 |